# Parapteroceras quisumbingii
Parapteroceras quisumbingii là một loài thực vật có hoa trong họ Lan. Loài này được (L.O.Williams) J.J.Wood mô tả khoa học đầu tiên năm 1990.